# Mark-Peter Hof
Mark-Peter Hof (Groningen, 2 januari 1990) is een Nederlandse basketballer.

## Carrière
In 2008 begon Hof met professioneel basketballen bij het toenmalige Hanzevast Capitals uit Groningen. Bij de club, waarvan de naam later GasTerra Flames werd, speelde Hof 3 seizoenen. In 2010 pakte hij met Groningen het landskampioenschap. In het seizoen 2011-2012 speelde Hof voor Aris Leeuwarden, eveneens in de Dutch Basketball League (eredivisie). Na dit jaar speelde Hof één jaar bij GSBV De Groene Uilen uit Groningen in de Promotiedivisie. In 2013 keerde Hof terug naar zijn oude club, GasTerra Flames. In het seizoen 2015-2016 speelt hij bij Basketbal Vereniging Groningen in de eerste divisie.

## Erelijst
- 2x Nederlands kampioen (2010, 2014)
- 2x NBB-Beker (2011, 2014)

00 Sitton ·
1 Cunningham ·
8 Wall ·
5 Gipson ·
8 Dourisseau ·
11 Hammink ·
14 Koenis ·
15 Mast ·
21 Hoeve ·
30 Callahan ·
33 Pasalic ·
44 Slagter ·
Coach: Braal
· Assistent-coach: Van Veen
4 Robby Bostain ·
5 Tim Blue ·
6 Aron Royé ·
7 Jason Ellis ·
8 Jason Dourisseau ·
9 Sander de Roos ·
10 Matthew Otten ·
11 Steve Ross ·
12 Bas Rozendaal ·
13 Mark-Peter Hof ·
14 Matt Haryasz ·
15 Matt Bauscher ·
Coach: Marco van den Berg
· Assistent-coach: Hein-Gert Triemstra
4 Slagter ·
5 Coleman ·
6 Van der Ark ·
7 Bouwknecht ·
8 Dourisseau ·
9 Osaikhwuwuomwan ·
11 Wright ·
12 Bekkering ·
13 Hof ·
14 Pryor ·
15 Koenis ·
21 Voorn ·
Coach: Skelin
· Assistent-coach: Mekel